# DEI

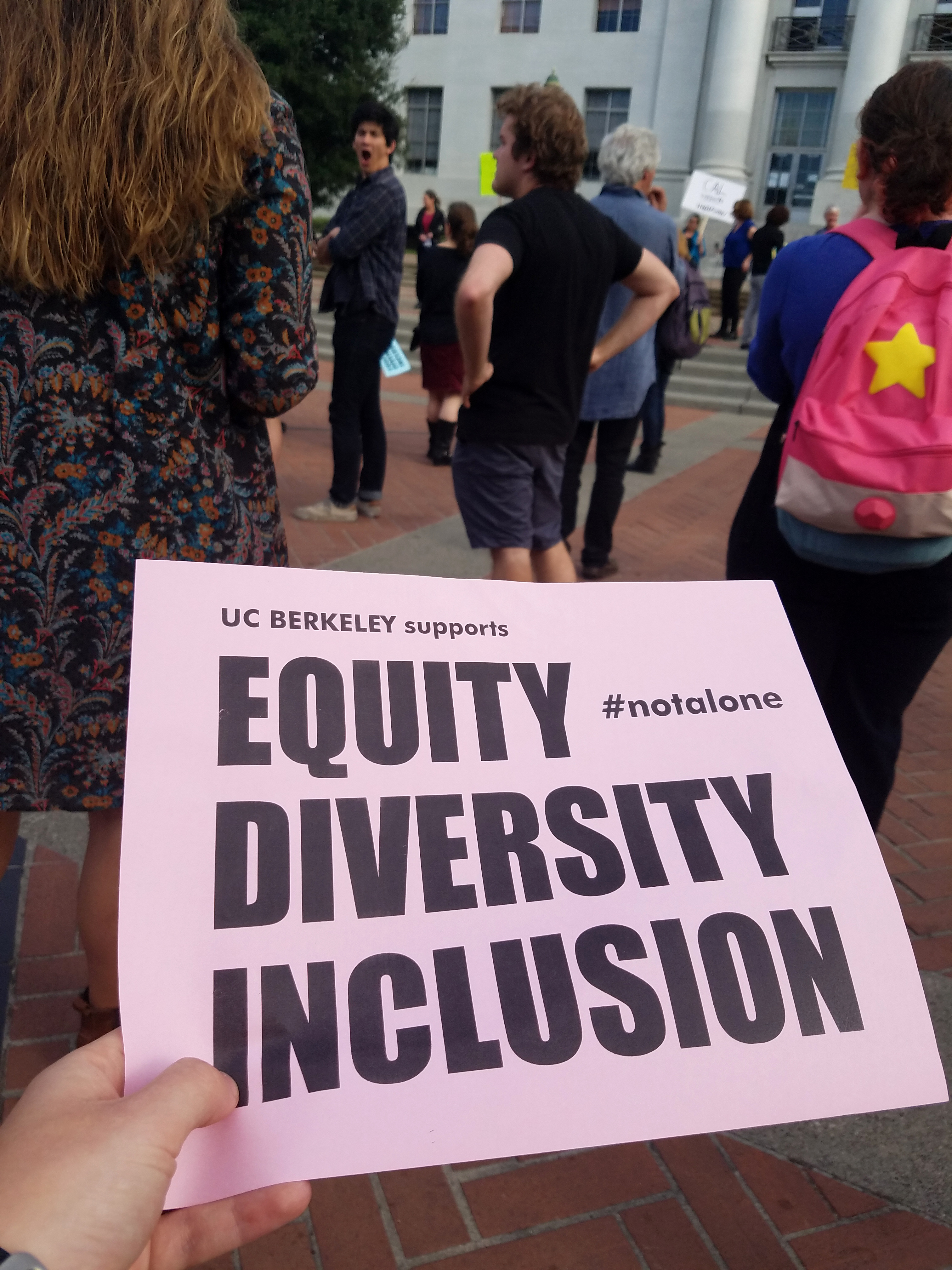
Листівка на підтримку справедливості, різноманіття та інклюзії у 2016 році

Різноманіття, справедливість та інклюзія (англ. diversity, equity, and inclusion, DEI) — це організаційні рамки, які встановлюються задля сприяння справедливому ставленню та повній участі всіх людей, особливо груп, які історично були недостатньо представлені або піддавалися дискримінації на основі ідентичності чи інвалідності. Ці три поняття (різноманітність, справедливість та залучення) разом представляють «три тісно пов'язані цінності», які організації прагнуть інституціоналізувати через структуру DEI. Наразі DEI вживається як цілісний термін, хоча концепції, яких він стосується, існували задовго до появи абревіатури, а в інших варіаціях терміну можуть бути такі терміни, як приналежність, справедливість і доступність. Таким чином, існують також такі формулювання тих же рамок: інклюзія та різноманітність (I&D), різноманітність, справедливість, інклюзія та приналежність (DEIB), правосуддя, справедливість, різноманітність та інклюзія (JEDI або EDIJ), або різноманітність, справедливість, включеність і доступність (IDEA, DEIA або DEAI).
Різноманіття стосується різноманітності в робочій силі організації, наприклад, в ідентичності та політиці ідентичності. Сюди належать стать, етнічна приналежність, сексуальна орієнтація, інвалідність, вік, культура, клас, релігія чи погляди. Справедливість стосується концепцій чесності та справедливості, таких як справедлива винагорода та матеріальна рівність. Якщо точніше, то справедливість зазвичай також передбачає зосередження на соціальній нерівності і розподіл ресурсів і «повноважень приймати рішення групам, які історично перебували в невигідному становищі», і врахування «особливих обставин людини, відповідне коригування ставлення таким чином, щоб кінцевий результат був рівним». Нарешті, інклюзія стосується створення такої організаційної культури, за якої «всі працівники відчувають, що їхні голоси будуть почуті», і є відчуття приналежності та інтеграції.
DEI часто використовується для опису певних тренувальних заходів, таких як навчання різноманітності. Хоча навчання щодо DEI найбільш відомі у корпоративному середовищі, воно також може відбуватися в інших типах організацій, наприклад, в академічних колах, школах і лікарнях. З моменту появи, зусилля та політика DEI викликали критику та суперечки, деякі з яких були спрямовані на конкретну ефективність інструментів, таких як навчання різноманіттю, та вплив на свободу слова й академічну свободу, але також викликали й більш широку критику на політичних чи філософських підставах. Крім того, термін «DEI» набув популярності як етнічна образа на адресу груп меншин у Сполучених Штатах.

## Подальше читання
- Equity, Diversity, and Inclusion in Software Engineering: Best Practices and Insights
- Abu-Laban, Yasmeen, and Christina Gabriel. Selling diversity: Immigration, multiculturalism, employment equity, and globalization (U of Toronto Press, 2002), DEI in Canada online; see symposium on the book at Canadian Ethnic Studies 55.1 (2023): 125—145.
- Anand, Rohini. Leading Global Diversity, Equity, and Inclusion (2021), for multinational companies
- Anderson, Terry H. The pursuit of fairness: a history of affirmative action (Oxford University Press, 2004), a standard scholarly history.
- April, Kurt. «The new diversity, equity and inclusion (DEI) realities and challenges.» HR: The new agenda (2021): 119—132. online
- Arsel, Zeynep, David Crockett, and Maura L. Scott. «Diversity, equity, and inclusion (DEI) in the Journal of Consumer Research: A curation and research agenda.» Journal of Consumer Research 48.5 (2022): 920—933. online
- Barnett, Rachel. «Leading with meaning: Why diversity, equity, and inclusion matters in US higher education.» Perspectives in Education 38.2 (2020): 20–35. online
- Bendl, Regina, et al. eds. The Oxford handbook of diversity in organizations (Oxford UP, 2015) online
- Byrd, Marilyn Y., and Chaunda L. Scott, eds. Diversity in the workforce: Current issues and emerging trends. (2024).online
- Davis, Dr. Shirley. Diversity, Equity & Inclusion For Dummies (2022), wide-ranging manual to help new DEI officials in corporations.
- Dobbin, Frank. Inventing equal opportunity (Princeton UP, 2009), scholarly history argues that Congress and the courts followed the lead of programs created by corporations.
- Duarte, Melina et al. eds. Gender Diversity, Equity, and Inclusion in Academia: A Conceptual Framework for Sustainable Transformations (2024) online
- "Elkins, Caroline, Frances Frei, and Anne Morriss. "Critics of D.E.I. Forget That It Works: Guest Essay, " New York Times Jan 21, 2024.
- Ferraro, Carla, Alicia Hemsley, and Sean Sands. «Embracing diversity, equity, and inclusion (DEI): Considerations and opportunities for brand managers.» Business Horizons 66.4 (2023): 463—479.
- Fleming, Robert S. «Diversity, equity, and inclusion.» in Preparing for a Successful Faculty Career: Achieving Career Excellence as a Faculty Member (Cham: Springer Nature Switzerland, 2024). 157—159. doi:10.1007/978-3-031-50161-6_35doi:10.1007/978-3-031-50161-6_35
- Harpalani, Vinay (November 2012). Diversity within racial groups and the constitutionality of race-conscious admissions. University of Pennsylvania Journal of Constitutional Law. 15 (2): 463—537.
- Harrison, David A., et al. «Understanding attitudes toward affirmative action programs in employment: Summary and meta-analysis of 35 years of research.» Journal of Applied Psychology 91#5 (2006): 1013+ online.
- Holzer, Harry, and David Neumark. «Assessing affirmative action.» Journal of Economic Literature 38.3 (2000): 483—568; summary of 200 studies on the actual effects. online
- Iyer, Aarti. «Understanding advantaged groups' opposition to diversity, equity, and inclusion (DEI) policies: The role of perceived threat.» Social and Personality Psychology Compass 16.5 (2022): e12666. online
- King, Eden B. , Quinetta M. Roberson, and Mikki R. Hebl, eds. Diversity, Equity, and Inclusion Insights in Practice (Oxford University Press, 2024)
- Kraus, Michael W., Brittany Torrez, and LaStarr Hollie. «How narratives of racial progress create barriers to diversity, equity, and inclusion in organizations.» Current opinion in psychology 43 (2022): 108—113. online
- Monea, Nino. «Next on the Chopping Block: The Litigation Campaign against Race-Conscious Policies Beyond Affirmative Action in University Admissions.» (SSRN 4440549, 2023) online
- Nakamura, Brent K., and Lauren B. Edelman. «Bakke at 40: How diversity matters in the employment context.» UC Davis Law Review 52 (2018): 2627—2679. online
- Pierce, Jennifer. Racing for innocence: Whiteness, gender, and the backlash against affirmative action (Stanford University Press, 2012).online
- Portocarrero, Sandra, and James T. Carter. «Diversity initiatives in the US workplace: A brief history, their intended and unintended consequences.» Sociology Compass 16.7 (2022): e13001. online
- Reza, Fawzia. Diversity and Inclusion in Educational Institutions (Cambridge Scholars Publishing, 2022)
- Roberson, Quinetta M. ed. The Oxford Handbook of Diversity and Work (2013) online
- Rubio, Philip F. A History of Affirmative Action, 1619—2000 (University Press of Mississippi, 2001), a Black perspective
- Russell, Princess M. «From Affirmative Action to Diversity and Inclusion: Exploring Diversification Efforts among African American Faculty at Ivy League Universities in a State of Anti-affirmative Action Regulatory Environment» (EdD dissertation, Northcentral University; ProQuest Dissertations Publishing,  2022.  28964683).
- Russen, Michelle, and Mary Dawson. «Which should come first? Examining diversity, equity and inclusion.» International Journal of Contemporary Hospitality Management 36.1 (2024): 25–40. online
- Sanger, Catherine Shea et al. eds. International Diversity and Inclusion: Innovative Higher Education in Asia (Palgrave MacMillan. 2020)
- Schwarzschild, Maimon and Heriot, Gail L. «Race Preferences, Diversity, and Students for Fair Admissions: A New Day, a New Clarity» (January 16, 2024). SMU Law Review, Forthcoming (2024), San Diego Legal Studies Paper No. 24-003, online
- Sherry, Suzanna. «DEI and Antisemitism: Bred in the Bone» Vanderbilt University Law School Legal Studies Research Paper Series Working Paper Number 24-4 (January 23, 2024). online
- Smithsimon, Gregory. Liberty Road: Black Middle-Class Suburbs and the Battle Between Civil Rights and Neoliberalism (NYU Press, 2022) online.
- Soucek, Brian. «Diversity Statements.» UC Davis Law Review 55#4 (2021): 1989—2062. Controversy regarding statements required of university faculty. online
- Stephenson, Jacqueline H. et al eds. Diversity, Equality, and Inclusion in Caribbean Organisations and Society: An Exploration of Work, Employment, Education, and the Law (Springer International, 2020)
- Tatli, Ahu. «A multi‐layered exploration of the diversity management field: diversity discourses, practices and practitioners in the UK.» British Journal of Management 22.2 (2011): 238—253.
- Tavares, Vander, et al. eds. Critical and Creative Engagements with Diversity in Nordic Education (Lexington, 2023)
- Taylor, Alecia. «3 Ways That Anti-DEI Efforts Are Changing How Colleges Operate» Chronicle of Higher Education (January 18, 2024)
- Thurber, Timothy M. «Racial Liberalism, Affirmative Action, and the Troubled History of the President's Committee on Government Contracts.» Journal of Policy History 18.4 (2006): 446—476.
- Urofsky, Melvin I. The Affirmative Action Puzzle: A Living History From Reconstruction to Today (2020); online book; also see New York Times book review
- Weiss, Robert J. «Affirmative Action: A Brief History» Journal of intergroup relations (1987), 15#2 pp. 40–53; ISSN 0047-2492
- Wood, Peter W. Diversity: The Invention of a Concept (2003) an attack by a conservative anthropologist. online
- Zamani-Gallaher, Eboni M. The case for affirmative action on campus: Concepts of equity, considerations for practice (Stylus Publishing, 2009), with timeline. online.